# Monte San Candido
Monte San Candido (Innichberg in tedesco) è una frazione del comune di San Candido (ted. Innichen), nella provincia autonoma di Bolzano.
Sotto l'Impero Austro-Ungarico e per alcuni anni sotto il Regno d'Italia, fino al 1928 Innichberg-Monte San Candido era stato un comune autonomo. Sussiste tuttora un demanio frazionale e Monte San Candido viene menzionato separatamente dall'Amministrazione finanziaria che attribuisce un autonomo codice catastale.